# Bramante (cràter)

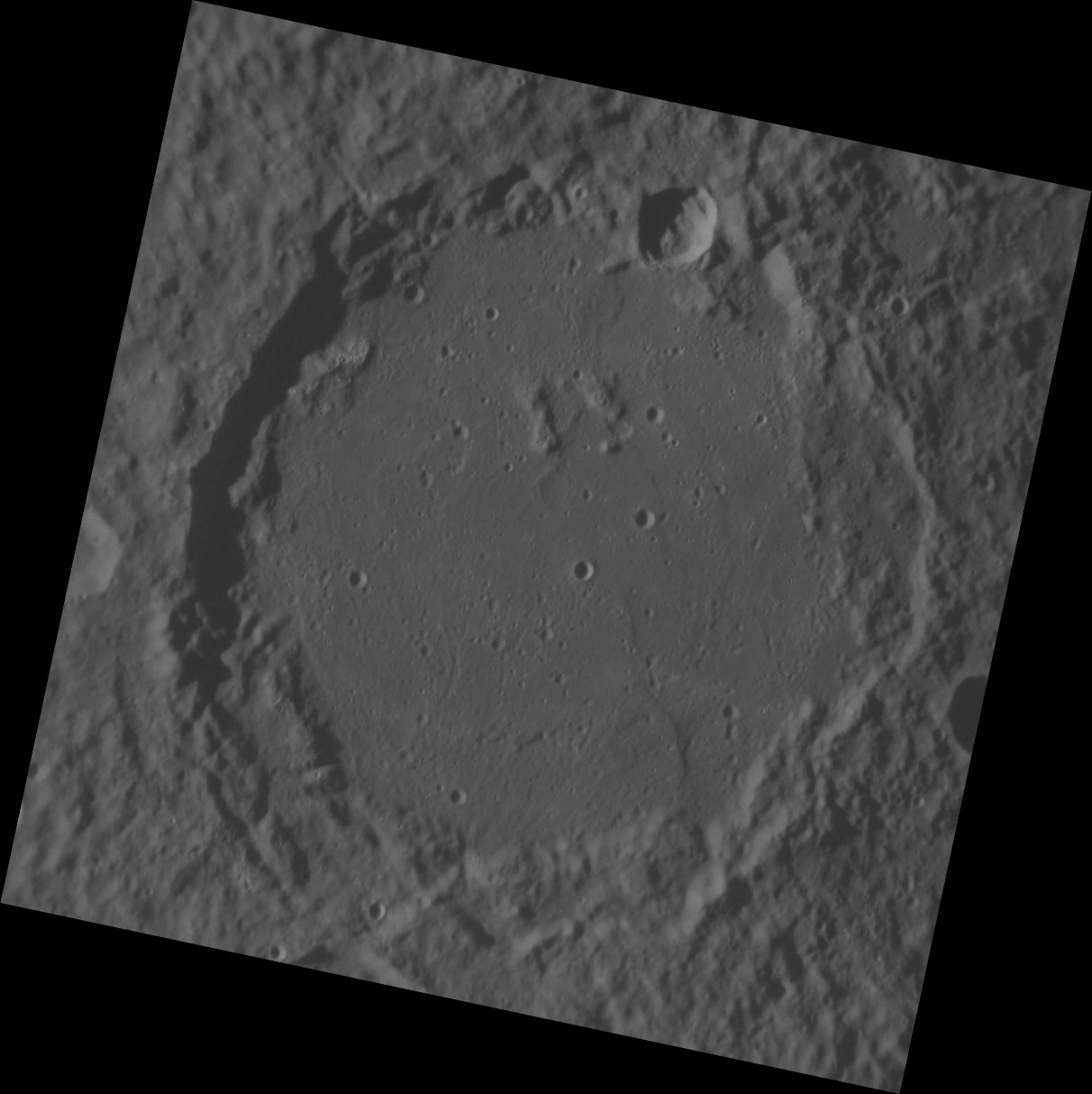
Imatge del cràter Branante realitzada per la sonda Messenger.

Bramante és un cràter d'impacte en el planeta Mercuri de 156 km de diàmetre. Porta el nom de l'arquitecte italià Donato Bramante (1444-1514), i el seu nom va ser aprovat per la Unió Astronòmica Internacional el 1976.